# مرجان نرم
مرجان نرم (نام علمی: Alcyonacea) نام یک راسته از راسته هشت‌مرجانیان است.